# Nocardia xishanensis
Espèce
Nocardia xishanensis est une espèce de bactéries gram positives de la famille des Nocardiaceae.

## Historique
L'espèce Nocardia xishanensis a été décrite sur la base d'une seule souche, la souche 276, isolée du sol de la montagne Xishang à Beijing en Chine.

## Description

### Culture
Les Nocardia xishanensis sont aérobies et gram positives. Elles sont partiellement acid-fast et non mobiles. Les filaments mycéliens ramifiés se fragmentent en éléments coccoïde et bacilliaires aussi. Les colonies sont convexes avec des bords irréguliers à filamenteux.
Nocardia xishanensis est capable de croître entre 22 et 38 °C à un pH situé entre 5,5 et 10 mais pas à 5, 10 ou 45 °C. Cette croissance est possible à des concentrations de 0 à 3 % de NaCl mais pas à 5 %.

### Caractéristiques biochimiques
N. xishanensis est capable d'hydrolyser l'esculine, l'urée et l'arbutine. Elle peut réduire le nitrate. Elle est capable de dégrader le tween 20, le tween 60 et le tween 80. Par contre, cette espèce ne dégrade ni l'adénine, l'amidon, la caséine, l'élastine, la guanine, l'hypoxanthine, la tyrosine ou la xanthine. Le test catalase est positif. Cette espèce est capable de produire de l'acétamide et du citrate.
N. xishanensis forme de l'acide en utilisant le (+)-D-glucose et le glycérol mais pas les sucres suivants : amidon, arbutine, D-fructose, D-galactose, meso-inositol, l'inuline, le D-maltose, D-mannose, le D-melezitose, le D-mélibiose, le D-raffinose, l'α-L-rhamnose, D-ribose, D-sucrose, D-tréhalose, D-turanose, et D-xylose.
Les sources de carbone et d'énergie utilisables par cette bactérie sont : acétate, acide adipique, amidon, D-cellobiose, D-fructose, D-fucose, fumarate, D-galactose, D-glucose, glycérol, meso-inositol, lactate, malate, D-maltose, D-mannose, D-mélibiose, paraffine, pyruvate, α-L-rhamnose, D-ribose, D-salicine, D-sorbitol (faiblement), succinate, D-sucrose et D-tréhalose.
Les sources d'azote utilisables par cette espèce N. xishanensis sont : L-Alanine, L-proline et L-valine. L'acétamide,
la L-asparagine, L-aspartate, la gélatine, D-glucosamine, L-leucine, L-phénylalanine et la L-sérine ne sont pas utilisés à cet escient.

### Acides gras
Le profil des acides gras de cette espèce est formé par une majorité de C16:0 qui forment 33.1 % des acides gras, cis9-C18:1 à 32,7 %, 10-methyl-C18:0 (11.3 %) puis de C18:0 formant 7.6 % des acides gras,.

### GC%
Le contenu en guanine-Cytosine de l'ADN de N. xishanensis est estimé à 68,8 %,.

## Taxonomie
Le nom correct complet (avec auteur) de ce taxon est Nocardia xishanensis Jianli Zhang et al. 2004. Bien que décrite en 2004, le nom de cette espèce a été validée en 2005 par l'ICSP. La souche type de cette espèce, est la souche 276 déposée dans des banques de cultures bactériennes sous les identifiants CGMCC 4.1860, JCM 12160 et DSM 44895,.

### Étymologie
L'étymologie du nom spécifique de N. xinshanensis est la suivante : xi.shan.en’sis. N.L. masc./fem. adj. xishanensis, de ou appartenant à la montagne Xishan où la souche type de cette bactérie a été isolée du sol,.

### Phylogénie
Le séquençage de l'ARNr 16S de la souche type a permis de classer celle-ci dans la famille des Nocardiaceae et dans le genre Nocardia. Au moment de sa description, la bactérie est même classée dans le sous-ordre des Corynebacterineae. Bien intégrée au sein des Nocardia, elle forme toutefois un clade séparé des autres espèces bien qu'elle présente une similarité de séquence de 98,2 % et 97,9 % avec les espèces N. abscessus et N. asteroides respectivement,. Les résultats d'hybridations ADN-ADN avec ces deux espèces, distinguent la souche 276 comme étant une espèce différente avec des valeurs d'hybridations de 39 % et 35 % respectivement. En 2015, la séquence de l'ARNr16S de la nouvelle espèce N. arizonensis présente une similarité maximale de 98,3 % avec N. takedensis et de 97,1 % avec N. xishanensis.

## Résistance aux antibiotiques
Le souche type de l'espèce N. xishanensis est résistante à la pénicilline G, au lysozyme, et au sulfate de gentamicine. Par contre, elle est sensible au chloramphénicol, à l'érythromycine, à la midécamycine, à l'hydrochloride de minocycline, à la rifampicine, au sulfate de Streptomycine, au sulfate de tobramycine et à l'hydrochloride de vancomycine ainsi qu'à l'arbékacine, l'ampicilline, la clarithromycine, le Céfotiam et l'érythromycine.